# Dominic Scott
Dominic Scott (ur. 15 maja 1979 w Dublinie) – irlandzki gitarzysta. Jest założycielem takich zespołów rockowych jak Roundstone czy Keane.

## Czasy Keane
W 1995 Dominic zaprosił do współpracy nad tworzeniem zespołu dawnego przyjaciela Tima Rice-Oxleya. Docelowo grupa miała grać covery U2, The Beatles, Oasis. Tim zgodził się i niedługo potem sprowadził do kapeli również swojego znajomego – Richarda Hughesa, który miał zająć się perkusją. Z początku (1995–1997) zespół nosił nazwę The Lotus Eaters. W 1997 nazwa została zmieniona na Keane i zyskała nowego członka – Toma Chaplina, który został wokalistą angielskiego zespołu.
Dominic opuścił grupę w czerwcu 2001 roku, kiedy po wydaniu singla „Wolf at the Door” powstały problemy we współpracy z Rice-Oxleyem, innym tekściarzem Keane. Po odejściu ze składu Scotta reszta członków grupy napisała tekst na oficjalnej stronie:
One sad piece of news for us is that in July our guitarist Dom decided to leave the band and return to his studies at LSE. We wish him all the best with that. Dom's departure does give us scope to develop our sound in new directions, and the new recordings reflect the love of more electronic and ambient music that inspired us to start writing songs in the first place. The sound is still unmistakably Keane - epic and dreamlike - but we're confident we've captured a new level of energy and atmosphere on tape. (W skrócie: Odejście Dominica Scotta było dla nich punktem zwrotnym. Zaczęli przykładać większą wagę do tekstu, natomiast samo brzmienie zostało bez zmian. Dominicowi życzą wszystkiego najlepszego.)

## Czasy Roundstone
Podczas przerwy w karierze muzycznej, kiedy był zajęty kształceniem się w London School of Economics (LSE), nieoficjalnie założył grupę z kolegami z college’u – Alistairem Watsonem i Andrew Morganem. Wkrótce dołączył do nich również Benjamin Salomon. Z początku nazwa zespołu brzmiała Babygrand, lecz w 2007 roku przemianowano ją na Roundstone.